# Rebeka Koha
Rebeka Koha, nota anche con lo pseudonimo di Rebeka Ibrahima (Ventspils, 19 maggio 1998), è una sollevatrice lettone naturalizzata qatariota.

## Carriera
Medaglia di bronzo nella categoria fino a 48 kg ai Giochi olimpici giovanili di Nanchino 2014, lo stesso anno, all'età di 16 anni, Rebeka Koha ha partecipato pure ai suoi primi campionati mondiali nel corso di Almaty 2014 posizionandosi ventiduesima. 
Ha ottenuto il terzo posto nei 53 kg agli Europei di Førde 2016 e poi ha disputato le Olimpiadi di Rio de Janeiro 2016 mancando il podio con il quarto posto. È stata vicecampionessa europea nei 58 kg a Spalato 2017 e in seguito ha vinto la medaglia di bronzo ai Mondiali di Anaheim 2017. Ai campionati europei di Bucarest 2018 ha conquistato l'oro sempre nei 58 kg, confermando il titolo europeo ai successivi campionati di Batumi 2019 nella nuova categoria dei 59 kg.

## Palmarès
- Mondiali

Anaheim 2017: bronzo nei 58 kg.
Aşgabat 2018: bronzo nei 59 kg.
- Europei

Førde 2016: bronzo nei 53 kg.
Spalato 2017: argento nei 58 kg.
Bucarest 2018: oro nei 58 kg.
Batumi 2019: oro nei 59 kg.
Chișinău 2025: bronzo nei 59 kg.
- Giochi olimpici giovanili

Nanchino 2014: bronzo nei 48 kg.